# 鎮海號水上飛機母艦
镇海号（韋氏拼音：Chen Hai）水上飞机母舰是中華民國海軍派系之一東北海軍的一艘军舰。本舰原为德国运输船或者商船，第一次世界大战期间由中国的航运公司获得，并继续作为商船使用。东北海军草创之初，奉系人士买下该船改装成炮舰，并以“镇海”号的名义加入东北海军。1925年前后东北海军对镇海号进行了一番改装，分类也改为所谓的“飞机母舰”。1937年12月，中国抗日战争期间，弱小的东北海军无力抵挡实力远凌驾于自己之上的日本海軍，被迫选择将镇海号自沉于青岛港外。
镇海号虽然有非常有限的航空能力（字面上“飞机母舰”即航空母舰，但实际上仅算水上飛機母艦），但却是中国历史上第一艘、也是唯一一艘有实战经历的“航空母舰”（民国海军第一次水面舰艇战斗、第一次舰载机空袭、第一次对上海市进行空袭），对于日后民国海军航空兵的发展有着重要的里程碑意义。
在民国之前的清朝也曾先后有过两艘以“镇海”为名的军舰，分别为在1867年和1871年建造的木制炮舰，但本舰的军舰名并非直接继承自前两舰之一，而是来源于中華民國北京政府授予奉系首领张作霖的称号“镇威上将军”（除镇海号外，另有一艘炮舰名為威海号，为原日本废弃商船广利号改装而来）。

## 概述

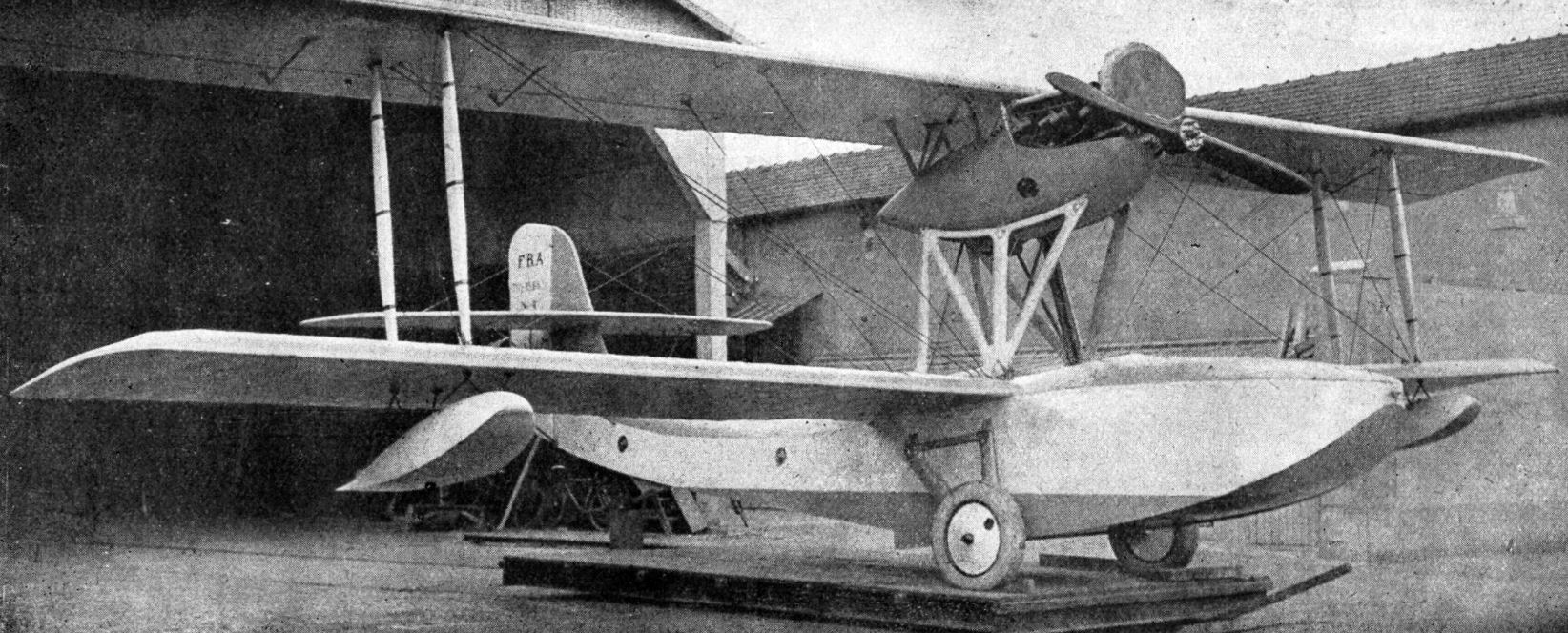
艦載機FBA 19

1922年4月第一次直奉戰爭爆发，奉军作战不利被迫撤出关外。时北京政府中央海军派出巡洋舰海容號、海籌號等多艘军舰，在秦皇岛附近对撤退中的东北军进行炮击，对东北军造成重大威胁。当时的奉系完全没有制海权，只能被动挨打。1922年8月，痛感制海权重要性的奉系首领张作霖委任沈鸿烈建设属于自己的海军。然而军舰造价高昂，对于仅割据一地的军阀来说显然无力直接购置正规军舰，沈鸿烈于是将目光投向了便宜得多的商船。
本舰原为德国建造的商船马尼拉号，排水量2708吨，航速12節（22每小時）。一战期间，烟台政记航运公司辗转获得了这艘船。沈鸿烈筹集了23万银元，从商行手中购买了本舰，随即对其进行了改装。改装后本舰航速可能降到了10.8節（20.0每小時）。
1925到1926年初之间，东北海军为本舰加装了航空设施，成为了“飞机母舰”。改造完成后，本舰可以搭载一到两架水上飞機——FBA 19，但由于當時技术能力有限，本舰并未装备飛機弹射器，只能用起重机吊放水上飞机；在收放水上飞机时，全舰必须停止进行操作，以致於後來的華甲號也沿襲此操作。

## 舰历
1904年3月23日，德国不莱梅造船厂建成“马尼拉”号。此后該艦的早期记录不详。1917年，中国对德宣战前夕，德国船东将该船轉卖给在华俄国公司。俄国革命后政记轮船公司买下了该船，改名祥利号。1923年7月东北海军购入该船，并改名为镇海号，同时着手进行改装。由于奉系缺乏造船和维修能力，镇海号需要到当时日本占领下的旅顺进行改装。
1924年9月，第二次直奉战争爆发，直系控制下的渤海舰队在营口、葫芦岛一带协助直系陆军作战。东北海军仅有镇海、威海两舰，迫于实力悬殊，两舰避而不战。渤海舰队在行动中捕获了巡逻艇绥辽号，並扬长而去。镇海号曾冒险前往秦皇岛，打出“还我绥辽”的标语示威，并全身而退。不久冯玉祥倒戈，直系军败退，从关外撤回关内。镇海号参加了东北海军的行动，在秦皇岛一带炮击溃退中的直军。
1925年11月，直系孙传芳成立五省联军，发动反奉战争。东北海军迅速反应，11月9-10日，炮舰镇海号、威海号炮击吴淞、乍浦，牵制孙部进军。
1926年3月，东北海军水上飞机隊成立。同年镇海号接受改装，成为能搭載2架“施萊克”FBA-17水上飛機的水上飞机母舰（时称“飞机母舰”）。
1927年，东北海军吞并原渤海舰队，并进行了一系列整编。水面飞机队改称海军航空队。镇海号则编入第一舰队第一战队内。
同年3月14日，北洋政府海军总司令杨树庄率领原闽系舰队加入国民革命军。对此感到压力的东北海军派出巡洋舰海圻号偕同镇海号进行偷袭。海圻号加了一座假烟囱冒充意大利军舰；镇海号改刷成商船涂装，又涂上假名“大昌”，伪装成了一艘普通商船。3月26两舰出发，27日天未明时摸入吴淞口。东北海军误以为杨树庄依然留驻于海筹号上，两舰遂对海筹号发动突然袭击，命中海筹号20多发，杀伤20余人。停泊在旁边的應瑞號匆忙往上游退避。领队的凌霄担心日出后海水退潮，将难以顺利脱身，于是指挥海圻号撤退。镇海号未发现旗舰信号，而是继续在炮击运输舰靖安号。应瑞号发现镇海号落单，调转过来准备进行攻击。镇海号见状退出港外脱离战斗，应瑞号也并未追出港外。当天日出后，海圻号、镇海号在长江口外又拦截并捕获了炮舰江利号。
同年5月18日东北海军试图以海圻号、肇和號、镇海号和威海号再度袭击吴淞口，但闽系舰队防守严密，四舰未能得手。7月22日，镇海号、威海号在连云港一带再次进行袭击，镇海号放出一架舰载机对海石、新浦等地发起空袭。镇海号在返航途中又截获一艘运输船，缴获一批三民主义宣传手册和军用物资。闽系舰队试图拦截两舰，但未能寻获两舰踪迹。8月4日，肇和、海琛两舰山东籍水兵哗变，东北海军海圻号、镇海号、定海号赶到青岛协助镇压兵变。9月3日，镇海号等4艘军舰再次在吴淞口附近出没，镇海号更是对上海江南造船厂发起了空袭。空袭本身并未对上海造成太大损失，但这是上海首次遭到空袭，依然造成了相当的恐慌。
1928年5月3日，海圻号、镇海号等东北军舰又一次袭击上海。海圻号与镇海号各自出动一架FBA-19型水上飞机空袭，上海守军则以两架国产水上飞机进行拦截。6月3日皇姑屯事件张作霖身死，同年12月29日张学良宣布东北易帜，镇海号随东北海军一同名义上加入中央海军。其后镇海号长期用作葫芦岛航警学校训练舰。
1930年3月18日，中英签署《交收威海卫专约及协定》，中国收回威海卫主权。10月1日，外交次长王家楨、威海卫管理公署徐祖善在东北海军陆战队的陪同下，搭乘海圻号和镇海号前往威海卫进行接收。
1933年7月5日爆發薛家岛事件，海圻、肇和、海琛三舰发生兵變，脱离东北海军。经此剧变，东北海军损失了三艘大型军舰，只好再次起用老旧不堪的镇海号作为主力军舰。
1937年7月7日，七七事变爆发。此时沈鸿烈已经任青岛海陆军总指挥，在他的指揮下，12月26日第三舰队司令谢刚哲开始進行沉船据守的任務，将镇海号等艦船沉入青岛小港码头外。战后青岛港务部门打捞并解体镇海号。
在沉船行动前，东北海军将镇海号等舰的舰炮、机枪拆卸下来，组建起舰炮总队，先行离开青岛奔赴前线，参加了陆地上的对日作战。同年10月21日，舰炮总队以舰炮在禹城徒骇河铁桥处击毁日军装甲列车两列。是役舰炮总队有可能用到了原镇海号上拆下的火炮。

## 历代舰长

### 镇海号
- 凌霄 ：1923年下半年 -
- 方念祖 ：第二任，时间不详

## 後世創作
2022年1月21日，碧藍航線公告鎮海將於新春活動中登場。